# Zamthang
Zamthang (en tibetano: ཛམ་ཐང, wylie: dzam thang, ZWPY: Camtang) transcrito al chino  Rangtang (en chino, 壤塘; pinyin, Rǎngtáng) es un condado bajo la administración directa de la Prefectura Ngawa en la Provincia de Sichuan , República Popular China.  Su área es de 6640 km² y su población total para 2010 superó los 40 mil habitantes. 

## Administración
Desde julio de 2023, el  condado Zamthang se divide en 11 pueblos que se administran en 3 poblados y 8 villas.

## Toponimia
El topónimo Zamthang significa 'campo de Zam', Zam es la forma abreviada para Zambala/Jambhala, la deidad budista de la fortuna y la riqueza, perteneciente a los Ratnasambhava.

## Historia
En 1958, con la aprobación del Consejo de Estado, se fundó el Condado Zamthang. El topónimo se formó tomando el nombre de la aldea Zambala ubicada en la actual región administrativa del condado. La aldea está situada en una colina que se asemeja a Zambala/Jambhala sosteniendo un dhuaya o estandarte del tesoro en su mano. Además, había un terreno llano ubicado frente a la colina llamado Thang (ཐང་) que en tibetano significa  suelo o campo. 

## Clima
La altitud de Zamtang ronda de 3000 a 4000 m s.n.m., esta gran altitud influye en su clima frío, la baja presión atmosférica y las condiciones típicas de las zonas de alta montaña.
Debido a su altitud, Zamthang experimenta temperaturas frías durante la mayor parte del año. Los inviernos son particularmente fríos, con temperaturas que pueden descender muy por debajo de 0 °C. Los veranos son relativamente cortos y frescos. Las temperaturas durante el verano rara vez superan los 20 °C, lo que hace que el clima sea bastante agradable durante esta temporada.
La región recibe una cantidad moderada de precipitaciones, principalmente en forma de nieve durante el invierno y lluvias durante el verano. La mayor parte de la precipitación ocurre durante los meses de verano.
| Parámetros climáticos promedio de Zamthang a 3293 m s.n.m. (1991–2020 estándar, extremas 1981–2010) | Parámetros climáticos promedio de Zamthang a 3293 m s.n.m. (1991–2020 estándar, extremas 1981–2010) | Parámetros climáticos promedio de Zamthang a 3293 m s.n.m. (1991–2020 estándar, extremas 1981–2010) | Parámetros climáticos promedio de Zamthang a 3293 m s.n.m. (1991–2020 estándar, extremas 1981–2010) | Parámetros climáticos promedio de Zamthang a 3293 m s.n.m. (1991–2020 estándar, extremas 1981–2010) | Parámetros climáticos promedio de Zamthang a 3293 m s.n.m. (1991–2020 estándar, extremas 1981–2010) | Parámetros climáticos promedio de Zamthang a 3293 m s.n.m. (1991–2020 estándar, extremas 1981–2010) | Parámetros climáticos promedio de Zamthang a 3293 m s.n.m. (1991–2020 estándar, extremas 1981–2010) | Parámetros climáticos promedio de Zamthang a 3293 m s.n.m. (1991–2020 estándar, extremas 1981–2010) | Parámetros climáticos promedio de Zamthang a 3293 m s.n.m. (1991–2020 estándar, extremas 1981–2010) | Parámetros climáticos promedio de Zamthang a 3293 m s.n.m. (1991–2020 estándar, extremas 1981–2010) | Parámetros climáticos promedio de Zamthang a 3293 m s.n.m. (1991–2020 estándar, extremas 1981–2010) | Parámetros climáticos promedio de Zamthang a 3293 m s.n.m. (1991–2020 estándar, extremas 1981–2010) | Parámetros climáticos promedio de Zamthang a 3293 m s.n.m. (1991–2020 estándar, extremas 1981–2010) |
| Mes                                                                                                 | Ene.                                                                                                | Feb.                                                                                                | Mar.                                                                                                | Abr.                                                                                                | May.                                                                                                | Jun.                                                                                                | Jul.                                                                                                | Ago.                                                                                                | Sep.                                                                                                | Oct.                                                                                                | Nov.                                                                                                | Dic.                                                                                                | Anual                                                                                               |
| --------------------------------------------------------------------------------------------------- | --------------------------------------------------------------------------------------------------- | --------------------------------------------------------------------------------------------------- | --------------------------------------------------------------------------------------------------- | --------------------------------------------------------------------------------------------------- | --------------------------------------------------------------------------------------------------- | --------------------------------------------------------------------------------------------------- | --------------------------------------------------------------------------------------------------- | --------------------------------------------------------------------------------------------------- | --------------------------------------------------------------------------------------------------- | --------------------------------------------------------------------------------------------------- | --------------------------------------------------------------------------------------------------- | --------------------------------------------------------------------------------------------------- | --------------------------------------------------------------------------------------------------- |
| Temp. máx. abs. (°C)                                                                                | 19.0                                                                                                | 20.5                                                                                                | 23.8                                                                                                | 26.5                                                                                                | 28.7                                                                                                | 29.3                                                                                                | 29.7                                                                                                | 31.2                                                                                                | 28.6                                                                                                | 25.9                                                                                                | 23.3                                                                                                | 19.3                                                                                                | '                                                                                                   |
| Temp. máx. media (°C)                                                                               | 7.3                                                                                                 | 9.3                                                                                                 | 11.9                                                                                                | 15.1                                                                                                | 18.1                                                                                                | 20.0                                                                                                | 22.0                                                                                                | 21.9                                                                                                | 19.5                                                                                                | 15.0                                                                                                | 11.5                                                                                                | 8.0                                                                                                 | 15                                                                                                  |
| Temp. media (°C)                                                                                    | -4.2                                                                                                | -1.4                                                                                                | 2.1                                                                                                 | 5.8                                                                                                 | 9.2                                                                                                 | 12.0                                                                                                | 13.6                                                                                                | 13.1                                                                                                | 10.6                                                                                                | 5.9                                                                                                 | 0.4                                                                                                 | -3.8                                                                                                | 5.3                                                                                                 |
| Temp. mín. media (°C)                                                                               | -12.5                                                                                               | -9.4                                                                                                | -5.0                                                                                                | -0.8                                                                                                | 3.1                                                                                                 | 7.0                                                                                                 | 8.5                                                                                                 | 7.9                                                                                                 | 5.8                                                                                                 | 0.8                                                                                                 | -6.5                                                                                                | -11.4                                                                                               | -1                                                                                                  |
| Temp. mín. abs. (°C)                                                                                | -23.5                                                                                               | -20.8                                                                                               | -17.6                                                                                               | -8.4                                                                                                | -6.1                                                                                                | -1.5                                                                                                | 0.5                                                                                                 | -0.6                                                                                                | -2.7                                                                                                | -10.8                                                                                               | -16.9                                                                                               | -23.4                                                                                               | '                                                                                                   |
| Precipitación total (mm)                                                                            | 3.9                                                                                                 | 7.8                                                                                                 | 23.9                                                                                                | 47.1                                                                                                | 101.5                                                                                               | 159.8                                                                                               | 147.2                                                                                               | 114.1                                                                                               | 112.2                                                                                               | 55.6                                                                                                | 8.4                                                                                                 | 2.8                                                                                                 | 784.3                                                                                               |
| Días de precipitaciones (≥ 0.1 mm)                                                                  | 3.5                                                                                                 | 6.4                                                                                                 | 10.4                                                                                                | 14.1                                                                                                | 20.3                                                                                                | 24.2                                                                                                | 21.2                                                                                                | 18.9                                                                                                | 20.6                                                                                                | 15.2                                                                                                | 4.9                                                                                                 | 3.2                                                                                                 | 162.9                                                                                               |
| Días de nevadas (≥ 1 mm)                                                                            | 5.4                                                                                                 | 8.7                                                                                                 | 13.6                                                                                                | 10.3                                                                                                | 1.8                                                                                                 | 0.1                                                                                                 | 0                                                                                                   | 0                                                                                                   | 0.3                                                                                                 | 4.8                                                                                                 | 6.5                                                                                                 | 4.4                                                                                                 | 55.9                                                                                                |
| Horas de sol                                                                                        | 151.2                                                                                               | 142.5                                                                                               | 167.5                                                                                               | 185.3                                                                                               | 179.6                                                                                               | 147.9                                                                                               | 168.5                                                                                               | 167.6                                                                                               | 147.7                                                                                               | 147.0                                                                                               | 153.9                                                                                               | 155.5                                                                                               | 1914.2                                                                                              |
| Humedad relativa (%)                                                                                | 44                                                                                                  | 45                                                                                                  | 51                                                                                                  | 58                                                                                                  | 65                                                                                                  | 74                                                                                                  | 75                                                                                                  | 75                                                                                                  | 77                                                                                                  | 71                                                                                                  | 55                                                                                                  | 48                                                                                                  | 61.5                                                                                                |
| Fuente: Administración Meteorológica de China                                                       | | | | | | | | | | | | | |